# レオニード・シェバルシン
レオニード・ウラジーミロヴィチ・シェバルシン（ロシア語: Леони́д Влади́мирович Шебарши́н、ラテン文字転写の例：Leonid Vladimirovich Shebarshin、1935年3月24日 - 2012年3月30日）は、ソビエト連邦のチェキスト、KGB中将。ソ連8月クーデター直後にKGB（ソ連国家保安委員会）議長を一時代行した。

## 経歴
モスクワの労働者一家に生まれる。1952年、東洋学大学インド学部でウルドゥー語を学び、1958年に再編されたモスクワ国立国際関係大学（MGIMO）東洋学部を卒業した。
外務省に入省し、1958年-1959年、ウルドゥー語研修。1959年-1962年、在パキスタン大使館書記官。帰国後、外務省東南アジア課の三等書記官となる。
1962年、KGBに引き抜かれて、KGB大学校に入校した。秘密工作訓練を経て、第1本部で東南アジアを担当する第14課に送られた。1964年-1968年、KGBパキスタン代表部に派遣された。ここでの仕事ぶりを認められ、秘密工作将校の教官を訓練するKGB大学校完全化課程に送られた。1970年-1971年、KGB第1本部で働く。1971年-1977年、KGBインド代表部副代表、後に同代表としてインドに長期派遣。帰国後、1979年まで第1本部で働く。1979年、KGBイラン代表部代表に任命され、1983年まで働く。
1983年秋、KGB第1本部分析部副部長に任命され、後に部長となる。1987年、第1本部副本部長。1989年、KGB第1本部長に任命。
ソ連8月クーデター直後、1991年8月22日-23日、KGB議長を臨時代行。その後、ワジム・バカーチンKGB議長と対立し、同年の内に退役した。
2012年まで、「ロシア国家経済保安サービス」の社長。 
2012年3月30日、モスクワ市内の自宅でピストル自殺した。